# Конец Любавиных
«Конец Любавиных» — советский художественный фильм по роману Василия Шукшина «Любавины».

## Сюжет
Зимой 1922 года в глухое сибирское село Баклань приезжают Родионовы — Василий Платонович и его племянник Кузьма под видом учителей, командированных из уездного центра для организации и строительства школы. На самом деле, это старый большевик и молодой рабочий, уполномоченные ГПУ, и их основная задача — выяснить местонахождение многочисленной и очень опасной банды, возглавляемой бывшим колчаковским офицером, которая наводит страх на местных жителей. Сразу по прибытии Родионовы вступают в конфронтацию с семьёй местного кулака Емельяна Любавина. По многим признакам, Любавин и его сыновья связаны с бандой. Любавины, в свою очередь, не сомневаются, что приезжие присланы заниматься не только школой. Старший Родионов, Василий Платонович — сторонник осторожных и постепенных действий, он стремится вначале через строительство школы сплотить местных жителей, заручиться их доверием и поддержкой. Младший, Кузьма Родионов, рвётся действовать решительно и без промедления.
Из интервью 1970 года режиссёра Леонида Головни областной газете «Призыв»:

Роман «Любавины» в остродраматической форме повествует об утверждении Советской власти в Сибири, о борьбе сильных духом людей за высокие идеи, о людях, верных своим жизненным принципам. Нам хочется передать в фильме острый накал страстей, в яростном и непримиримом столкновении двух лагерей. С одной стороны – это крепкая кулацкая семья Любавиных, долгие годы державшая под своим игом односельчан, а ныне, с приходом Советской власти, опирающаяся на банду из остатков колчаковцев. С другой – уполномоченные ревкома племянник и дядя Родионовы, прибывшие в далёкое село для ликвидации банды и организации нормальной жизни на селе.— 

## В ролях
- Альберт Акчурин — Кузьма
- Марианна Вертинская — Марья Попова
- Валерий Хлевинский — Егор
- Галина Яцкина — Клавдия

- Вацлав Дворжецкий — Василий Платонович
- Георгий Жжёнов — Емельян Любавин
- Армен Джигарханян — Закревский, бывший колчаковский офицер
- Юрий Гусев — Макар Любавин
- Алексей Ванин — Яшка
- Эдуард Изотов (в титрах З. Изотов) — Гринька Малюгин, бандит
- Роман Филиппов — Федя Байкалов, кузнец
- Николай Парфёнов — Елизар Колокольников, отец Клавдии
- Нина Сазонова — Агафья Колокольникова, мать Клавдии
- Леонид Иудов — Сергей Фёдорович Попов
- Любовь Соколова — Михайловна, жена Емельяна

## Съёмочная группа
- Авторы сценария: Леонид Нехорошев, Леонид Головня
- Постановка Леонида Головни
- Оператор-постановщик — Борис Брожовский
- Художники-постановщики: Иван Пластинкин, Борис Царёв
- Звукооператор — Борис Зуев
- Композитор — Николай Каретников

Фильм снимался в Александровском районе Владимирской области РСФСР. Рабочее название кинокартины — «Хозяева».